# Arboretum de Masjoan
El Arboretum de Masjoan (en catalán: Arborètum de Masjoan) es un arboreto de 400 hectáreas de extensión, que se encuentra en el municipio de Espinelves, Provincia de Gerona, Cataluña, España. 
Consta de 58 especies diferentes de coníferas, con ejemplares de más de 40 metros de alzada, y algunos ejemplares de planifolios. Actualmente la explotación de la finca se hace siguiendo con el plan técnico de gestión forestal aprobado por la Generalidad de Cataluña.

## Localización
En la comarca de Osona, en la Provincia de Gerona. Actualmente se ofrece una visita guiada con una duración entre los 30 y 45 minutos.

## Historia
El Arboretum ocupa una antigua finca forestal, del siglo XII, que en 1710 Isidre Masferrer Cortes (1684-1763) adquirió a la familia Masjoan, que emigró a América por hacer fortuna. 
Años después, Maria Masferrer i Rierola (1856-1923), naturalista y botánico muy interesado en el estudio de la flora y la fauna local, empezó a usar parte del terreno de la finca familiar para crear su propio arboreto a principios del siglo XX, con aproximadamente 400 hectáreas. 
La finca fue pasando de padres a hijos hasta el propietario actual, Ramon Masferrer. Las primeras sequoias llegaron desde California y se plantaron en 1911. Con el tiempo se incorporarían otras especies como el abeto Douglas y el abeto Masjoan.

## Colecciones

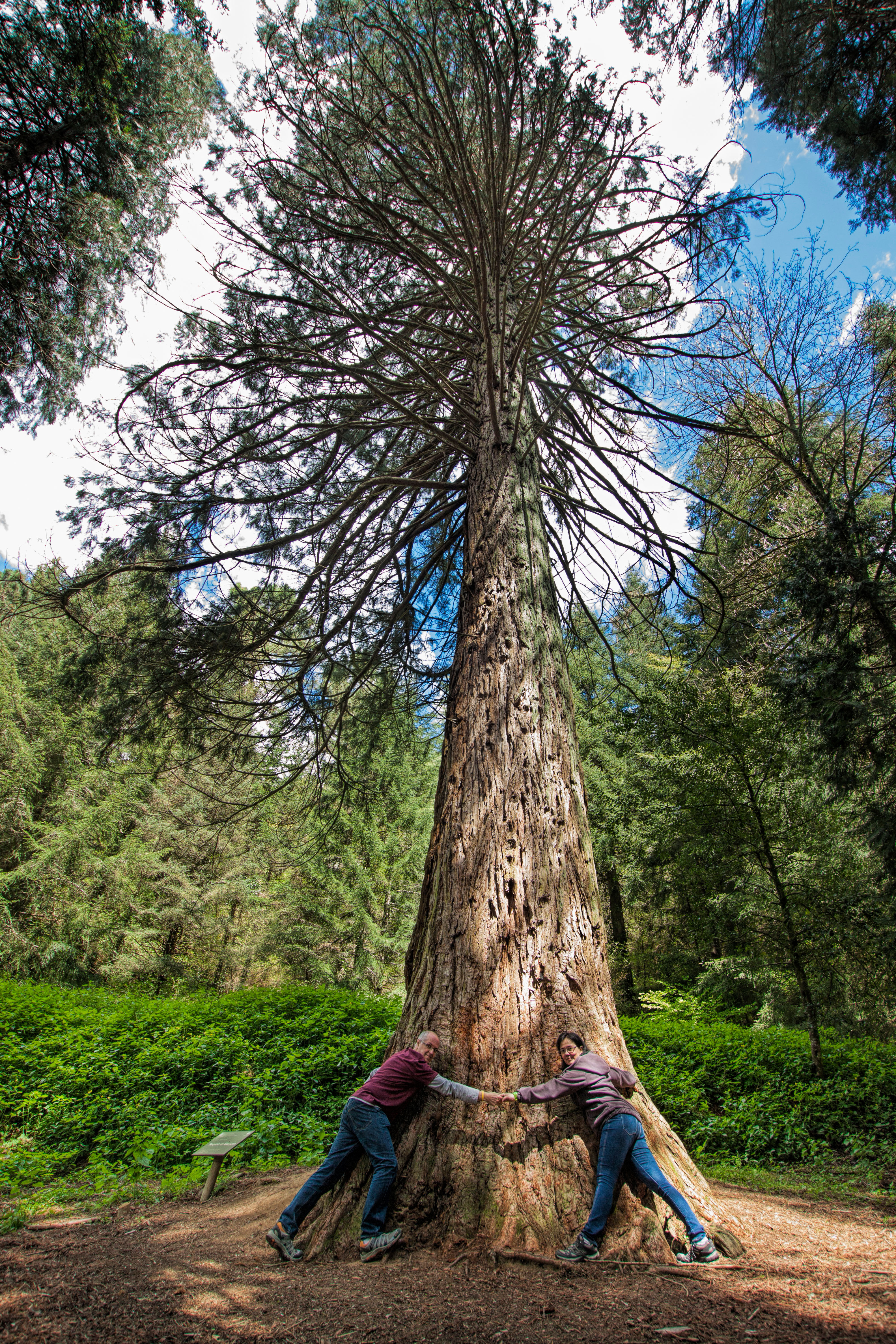
Sequoia gigante Sequoiadendron giganteum un árbol notable de Cataluña.

Algunos de los árboles más representativos del arboreto:
- abeto blanco (Abies alba
- abeto de Vancouver (Abies grandis)
- abeto de Masjoan (Abies x masjoannis)
- abeto de Douglas (Pseudotsuga menziesii)
- abeto pinsapo (Abies pinsapo)
- cedro de los Himalayas (Cedrus deodara)
- cedro del Líbano (Cedrus libani)
- cedro blanco de California (Calocedrus decurrens)
- cedro del Atlas (Cedrus atlantica)
- cedro híbrido (Cedrus -deodara x libani -)
- pino de los Himalayas (Pinus wallichiana)
- pino excelsa (Pinus excelsa)
- pino rojo (Pinus sylvestris)
- pino estrobus (Pinus strobus)
- pinassa (Pinus nigra ssp, hipanica)
- sequoia roja (Sequoia sempervirens)
- sequoia gigante (Sequoiadendron giganteum)
- tejo (Taxus baccata)

Entre los árboles declarados monumentales por la Generalidad de Cataluña, se encuentran:
- una sequoia gigante: 44 metros de altura y 3 de diámetro,
- un abeto, y
- un cedro del Atlas.